# مراد میرزایف
مراد میرزایف (ترکی آذربایجانی: Murad Mirzəyev؛ ۳۱ مارس ۱۹۷۶ – ۱۴ ژوئیه ۲۰۱۶ (چهل ساله)) افسر آذربایجانی و سرهنگ دوم نیروهای ویژه ارتش جمهوری آذربایجان بود. پس از مرگش از او با اعطاء نشان قهرمان ملی جمهوری آذربایجان، بالاترین عنوان افتخاری این کشور تقدیر شد.

## زندگی‌نامه
مراد میرزایف ۳۱ مارس سال ۱۹۷۶ در در روستای «موغان گنجه‌لی» شهرستان صابرآباد در آذربایجان شوروی چشم به دنیا گشود. او دانش‌آموخته مدرسه عالی نظامی جمشید نخجوانسکی بود. سپس به ادامه تحصیل در ترکیه ادامه داده و از آکادمی عالی نظامی این کشور فارغ‌التحصیل شد. در سال‌های بعدی در رزمایشهایی در ایالات متحده آمریکا، رومانی و اردن حضور یافت.

## مرگ
در عصر ۱ آوریل ۲۰۱۶، درگیری‌ها بین نیروهای آذربایجان و ارمنستان در خط مقدم جبهه قره‌باغ و مناطق اطراف آن مجدداً شدت گرفت. در ۵ آوریل، طرفین به توافق آتش‌بس متقابل دست یافتند. مراد میرزایف در ۳ آوریل در حین نبردها در منطقهٔ مسکونی تالیش کشته شد.
جنازه او با پادرمیانی کمیته بین‌المللی صلیب سرخ در ۱۰ آوریل تحویل آذربایجان شد. در ۱۱ آوریل جنازه او در دومین خیابان شهدای باکو به خاک سورده شد. سربازان حاضر در مراسم تدفین او، با شکیل هوایی به روح میرزایف ادای احترام کردند.
۱۹ آوریل ۲۰۱۶، رئیس‌جمهور جمهوری آذربایجان، الهام علی‌اف، با صدور فرمان‌هایی دستور به اعطای عناوین افتخاری، نشانها و مدالهایی به گروهی از سربازان ارتش جمهوری آذربایجان داد، که «شجاعت و قهرمانی منحصر به فردی در جلوگیری از اقدامات تحریک‌آمیز نظامیان ارمنستان در خط مقدم جبهه قره‌باغ و در دفاع از غیرنظامیان در برابر حملات نیروهای ارمنستان به مناطق مسکونی در طی روزهای ۲ تا ۵ آوریل ۲۰۱۶ از خود نشان داده بودند». بر پایه همان فرمان، به مراد میرزایف نیز نشان قهرمان ملی جمهوری آذربایجان اهدا شد.

## خانواده
مراد میرزایف متأهل و دارای یک پسر و یک دختر به نام‌های «نورلان» و «دنیز» بود.